# Freytag-orgel van Oostwold

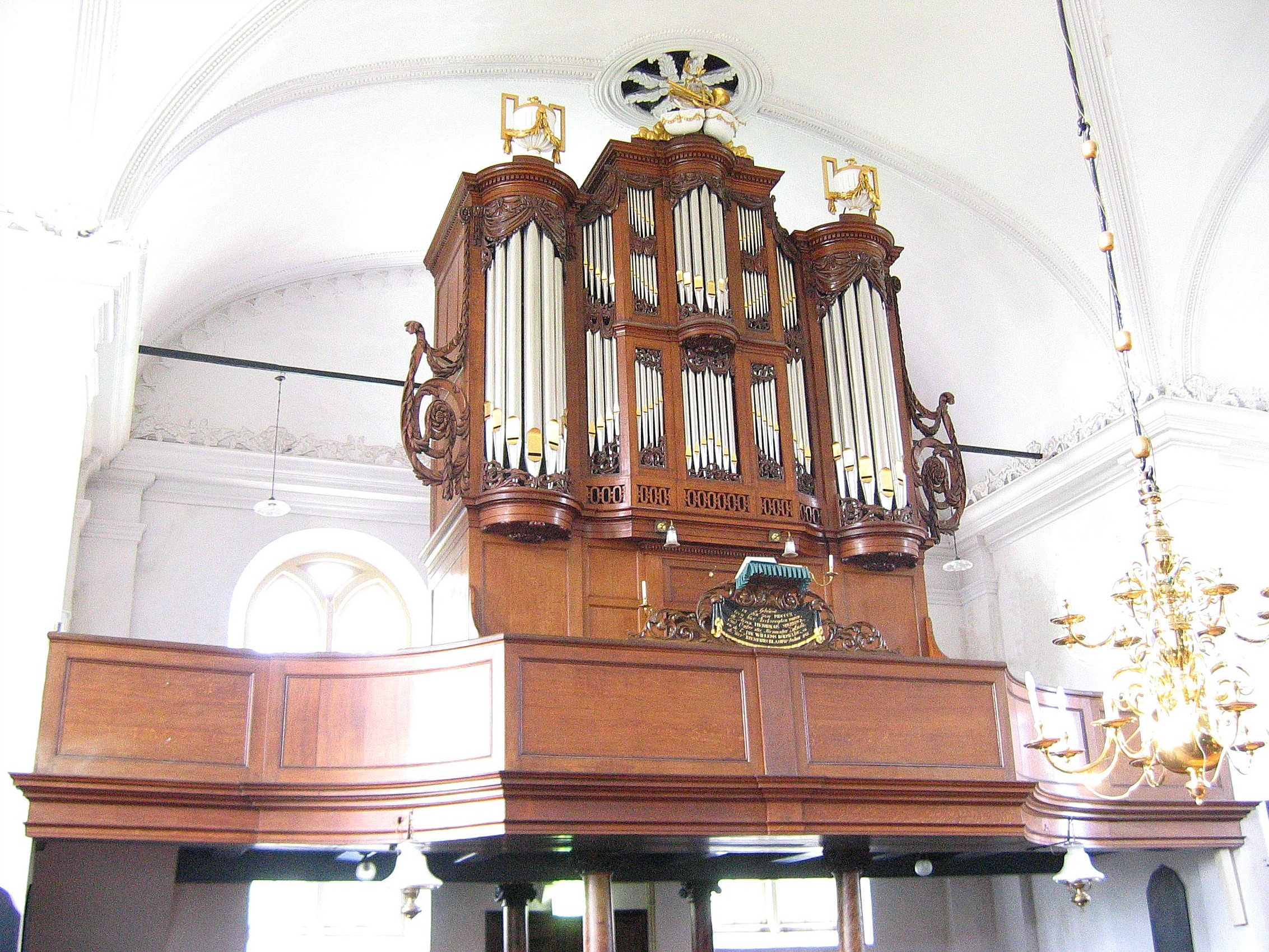
Het Freytag-orgel in Oostwold

Het Freytag-orgel van Oostwold is tussen 1809 en 1811 in de Hervormde kerk van het Oost-Groninger dorp Oostwold (Oldambt) gebouwd door orgelbouwer Heinrich Hermann Freytag (1759-1811) uit Groningen. Deze van oorsprong Hamburgse orgelbouwer heeft een aanzienlijk oeuvre nagelaten, waarvan het orgel van Oostwold het sluitstuk vormt. In oktober 2011 bestond het orgel 200 jaar.

## Geschiedenis

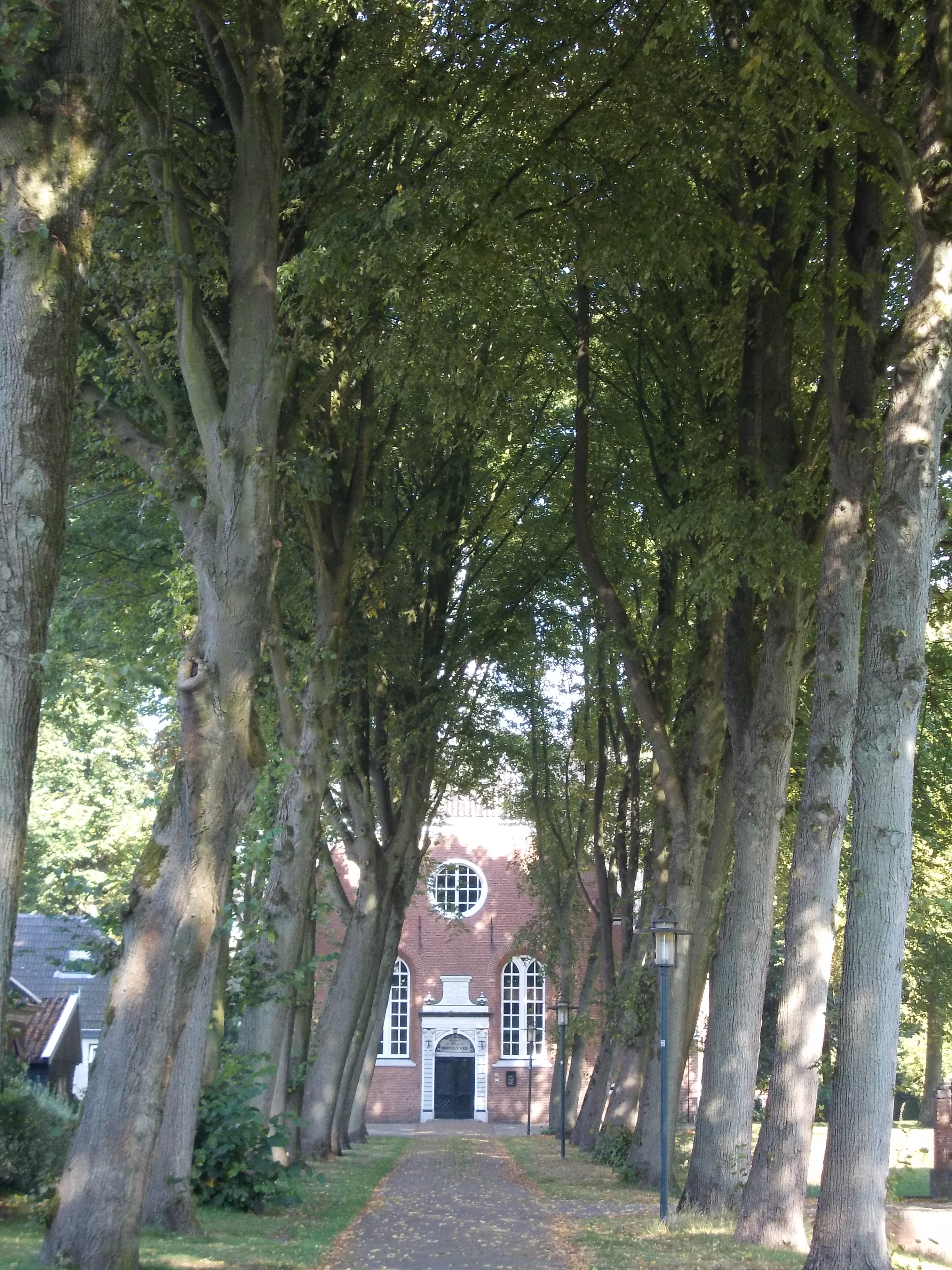
In deze kerk is het orgel te vinden

### Voltooiing
Freytag overleed tijdens de bouw van het instrument in april 1811. Het is onduidelijk wie het orgel heeft voltooid. In de bestaande literatuur wordt vaak Johannes Wilhelmus Timpe genoemd, maar elk bewijs daarvoor ontbreekt. Mogelijk lag de leiding tot oktober 1811 bij een andere knecht van Freytag: Matthias Martin (1760-1826). Drie jaar eerder vervulde hij ook al een belangrijke functie bij de bouw van het Freytag-orgel in Finsterwolde.
Het orgel is begin oktober 1811 door Johannes Christianus van Dunné (1788-1839) gekeurd. Hij was een kleinzoon van Johannes Hendricus Tammen (1733-1809), organist en klokkenist van de Academiekerk van Groningen. Van Dunné assisteerde twee jaar eerder zijn grootvader bij de keuring van het nieuwe Van Dam-orgel van de Sint-Ludgerkerk (Garnwerd). Tammen was in december 1809 overleden. Het orgel is op 13 oktober 1811 in gebruik genomen in een kerkdienst onder leiding van ds. Regnerus Blaauw (1750-1829), predikant te Oostwold.

### Verdere lotgevallen
De eerste jaren na de oplevering van het orgel werd er elke drie of vier jaar een onderhouds- en stembeurt uitgevoerd. Tot 1860 was het orgel in onderhoud bij Herman Eberhard Freytag, de zoon van Heinrich Hermann. In 1860 nam Petrus van Oeckelen deze taak van hem over. Freytag werd hier danig door verrast en stuurde een boze brief waarin hij nog een jaar onderhoudsgeld opeiste. Van Oeckelen verving in datzelfde jaar de registers Vox Humana, Nassat en Carillon door een Clarinet, Salicionaal en Viola di Gamba. De Praestant 4 voet werd opgeschoven tot 8 voet en de Trompet en Dulciaan van het hoofdwerk werden beide een halve toon verschoven, zodat een bredere mensuur ontstond. In 1883 werkte Van Oeckelen opnieuw aan het orgel. Mogelijk zijn toen reparaties uitgevoerd na de verbouwing van het kerkgebouw. Ook is rond deze tijd een nieuwe spaanbalg aangebracht, omdat een van de drie Freytag-balgen te zeer door houtworm was aangetast.
In 1932 werd J.P. Nieman uit Oostwold als organist aangesteld. Het pedaalklavier en de orgelbank waren te klein voor hem, dus hij vergrootte ze eigenhandig met nieuw hout en heel veel stopverf. Op Niemans aandringen werd in 1947 een gebruikte magazijnbalg aangebracht door de firma Spanjaard uit Amsterdam. Ook kwam er een windmotor. De oude balgenkast werd met ruim een halve meter verlaagd. De oude balgen werden door Spanjaard overgenomen voor 150 gulden. Het overtollige hout van de balgenkast verwerkte Nieman in zijn huis aan de Kerksingel te Oostwold ('want het is best gedroogd hout').
Het orgel zou eigenlijk veel rigoureuzer onder handen worden genomen. Adviseur Riemersma uit het Friese Ferwerd stelde in 1943 een plan op met daarin diverse registerwijzigingen, een uitbreiding met een vrij pedaal en een herintonatie van het gehele instrument. Het plan vond geen doorgang vanwege de heersende oorlogsomstandigheden. Geschikte materialen waren niet voorhanden, een deel van het personeel van Spanjaard was gevorderd door de Duitse bezetter.

### Restauratie van 1987-1989

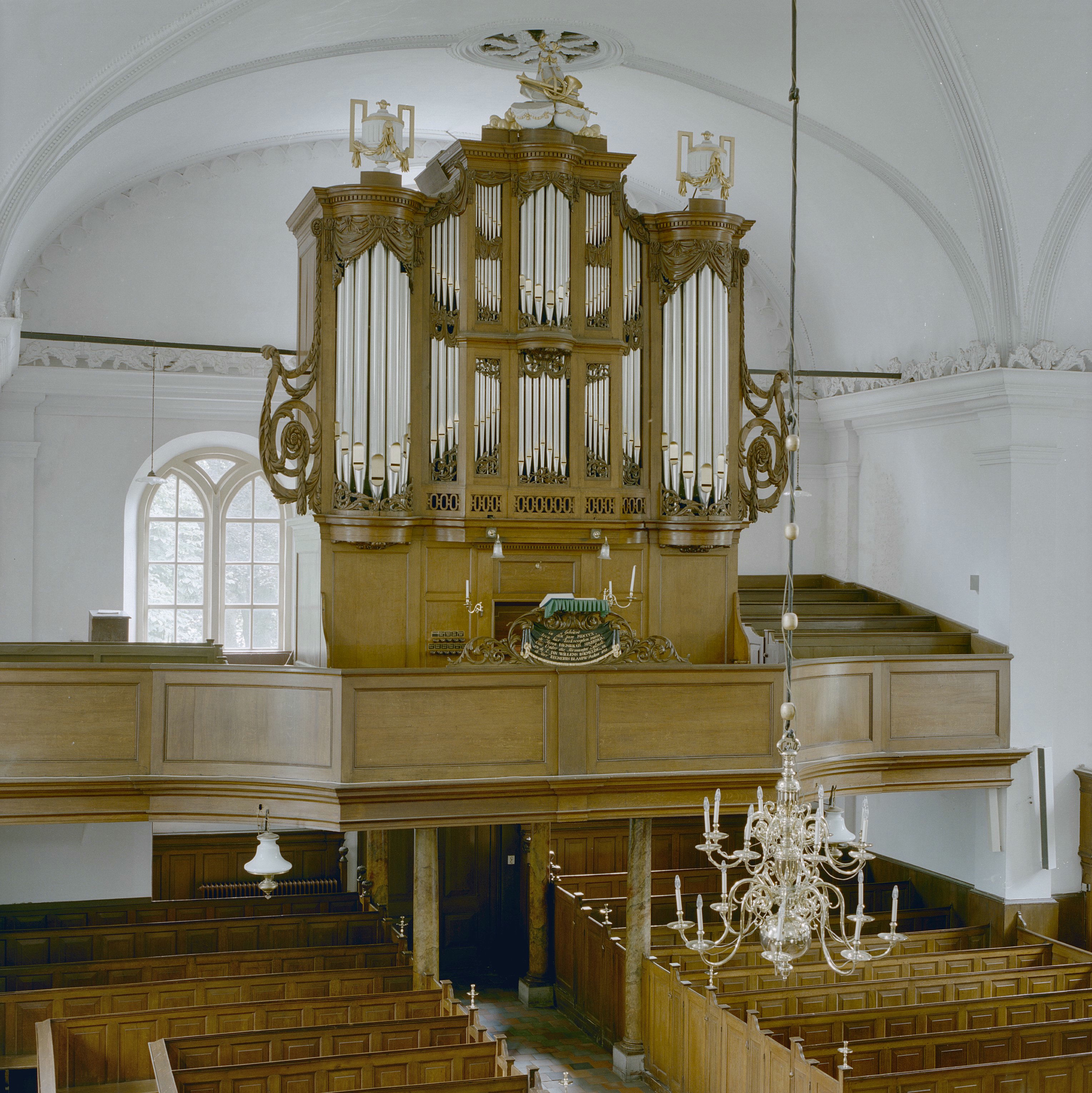

In de jaren 1970 ging de toestand van het instrument hard achteruit. In 1976 stelde Klaas Bolt een restauratierapport op. Het orgel is in de jaren 1987-1989 gerestaureerd door orgelmaker A.H. de Graaf uit Leusden. Alle registerwijzigingen werden ongedaan gemaakt en het orgel is - op de windvoorziening en de verschuiving van de Trompet en Dulciaan na - geheel teruggebracht naar de staat van 1811. Er kwamen twee nieuwe tremulanten, een nieuw pedaalklavier en een nieuwe orgelbank. Sinds deze restauratie functioneert het instrument weer naar behoren.
In juni 2008 is de Dulciaan op zijn oorspronkelijke plek teruggezet; het register klinkt nu weer in de engere mensuur zoals Freytag heeft bedoeld in 1811. De Trompet staat nog wel in de Van Oeckelen-schikking: de beker van groot-C is van Van Oeckelen, het Freytag-pijpwerk is een halve toon verschoven. De kleinste Freytag-pijp (f3) is in 1860 door Van Oeckelen verwijderd.
De oude orgelbank van Freytag werd in 2001 geplaatst bij het Joachim Wenthin-orgel in de kerk van Niehove. In februari 2011 keerde hij echter terug naar Oostwold. De bank van De Graaf die sinds 1989 in Oostwold stond, ging naar Niehove.

## Dispositie
Het orgel is gestemd in de Neidhardt III-stemming. De huidige dispositie is als volgt:
| Hoofdwerk C-f’’’   |     |
| Bourdon            | 16' |
| Praestant          | 8'  |
| Holpijp            | 8'  |
| Octaaf             | 4'  |
| Speelfluit         | 4'  |
| Quint              | 3'  |
| Octaaf             | 2'  |
| Mixtuur III-VI st. | b/d |
| Trompet            | 8'  |
| Dulciaan           | 8'  |
| Tremulant          |     |

| Bovenwerk C-f’’’ |               |
| Roerfluit        | 8'            |
| Fluit travers    | 8' disc.      |
| Praestant        | 4'            |
| Fluit            | 4'            |
| Nassat           | 3'            |
| Woudfluit        | 2'            |
| Carillon         | III st. disc. |
| Vox Humana       | 8'            |
| Tremulant        |               |

| Pedaal C-d’ |
| Aangehangen |

## Organisten
Het Freytag-orgel in Oostwold heeft sinds de bouw in 1811 slechts een klein aantal vaste organisten gehad. Met zekerheid zijn de volgende namen te achterhalen:
| Vanaf: | Tot: | Vaste organist    |
| ------ | ---- | ----------------- |
| 1811   | 1822 | H.E. Bosch        |
| 1823   | 1863 | E.H. Bosch        |
| 1864   | 1868 | A.H. Dikboom      |
| 1868?  | 1901 | A. Meijer         |
| 1901   | 1931 | J. de Boer        |
| 1932   | 1968 | J.P. Nieman       |
| 1968   | 1976 | J. Komdeur        |
| 1976   | 1980 | H. Boedeltje      |
| 1976   | 1980 | J. Olthof         |
| 1980   | 1995 | drs. H. Tiggelaar |
| 1995   | 2019 | drs. L.B. Smit    |

## Balgentreders
Het Freytag-orgel in Oostwold heeft sinds de bouw in 1811 de volgende balgentreders gekend:
| Vanaf:    | Tot:    | Balgentreder            |
| --------- | ------- | ----------------------- |
| 1811      | 1816    | E.H. Buiters            |
| 1816      | 1822    | weduwe van E.H. Buiters |
| 1823      | 1840    | H. Generaal             |
| 1841      | 1847    | weduwe van G. Mandema   |
| 1848      | 1859    | H.H. Grijze             |
| 1860      | na 1865 | weduwe van H.H. Grijze  |
| voor 1871 | 1895    | G. Grijze               |
| 1895      | 1916    | H. Grijze               |
| 1916      | 1923    | H. Uffen                |
| 1923      | 1947    | A. Geertsema            |